# Nadseja Astaptschuk
Nadseja Mikalajeuna Astaptschuk (belarussisch Надзея Мікалаеўна Астапчук, engl. Transkription Nadzeya Astapchuk; russisch Надежда Николаевна Остапчук, Nadeschda Nikolajewna Ostaptschuk / Nadezhda Ostapchuk; * 12. Oktober 1980 in Retschyza, Weißrussische SSR, Sowjetunion) ist eine ehemalige belarussische Leichtathletin.

## Biografie
Die Juniorenweltmeisterin von 1998 im Kugelstoßen gewann 2001 Silber bei den Hallenweltmeisterschaften in Lissabon und wurde Siebte bei den Weltmeisterschaften in Edmonton. 2002 wurde Astaptschuk Fünfte bei den Europameisterschaften in München, und 2003 gewann sie jeweils Silber bei den Hallenweltmeisterschaften in Birmingham und den Weltmeisterschaften in Paris/Saint-Denis.
Bei den Olympischen Spielen 2004 in Athen wurde sie Vierte; im selben Jahr siegte sie beim Leichtathletik-Weltfinale. Im März 2005 wurde sie in Madrid neue Halleneuropameisterin, stellte am 27. Juli in Minsk mit 21,09 m ihre persönliche Bestleistung auf und errang im gleichen Jahr den Titel bei den Weltmeisterschaften in Helsinki. Bei den Weltmeisterschaften 2007 in Osaka gewann sie die Silbermedaille. Bei den Olympischen Spielen 2008 in Peking erreichte sie mit einer Weite von 19,86 m die Bronzemedaille hinter Valerie Vili (NZL) und ihrer Landsfrau Natallja Michnewitsch. 
Astaptschuk errang bei den Europameisterschaften 2010 in Barcelona den Titel. Bei den Weltmeisterschaften 2009 in Berlin gewann sie erneut die Silbermedaille. Bei den Olympischen Spielen 2012 in London gewann sie mit einer Weite von 21,36 m zunächst überlegen das Kugelstoßen der Frauen. Nadseja Astaptschuk hatte bei einer Größe von 1,80 m ein Wettkampfgewicht von 90 kg.

### Dopingsperre 2012
Ihre Goldmedaille wurde ihr schon einen Tag nach dem Ende der Olympischen Spiele 2012 wieder aberkannt, da sie während der Spiele bei zwei Proben positiv auf das anabole Steroid Methenolon getestet worden war.
Außerdem wurde bei einer nachträglichen Überprüfung festgestellt, dass auch ihre Dopingprobe von den Weltmeisterschaften 2005 positiv war. Astaptschuk wurde der WM-Titel aberkannt, alle Ergebnisse zwischen dem 13. August 2005 und dem 12. August 2007 und seit dem 5. August 2012 annulliert und sie wurde bis 2016 für vier Jahre gesperrt.
2016 wurde außerdem bei einer nachträglichen Analyse festgestellt, dass sie auch bei den Olympischen Spielen 2008 gedopt gewesen war. Das IOC disqualifizierte sie deshalb rückwirkend von den Olympischen Spielen 2008.
Während der Proteste in Belarus ab 2020 wurde sie Mitglied im Koordinierungsrat der einstigen Präsidentschaftskandidatin Swjatlana Zichanouskaja.

## Leistungsentwicklung
| Jahr | Kugelstoßen (in m) | Kugelstoßen (Halle) (in m) |
| ---- | ------------------ | -------------------------- |
| 1998 | 18,23              | —                          |
| 1999 | 18,73              | 16,75                      |
| 2000 | 18,83              | 19,13                      |
| 2001 | 19,73              | 19,24                      |
| 2002 | 19,40              | 18,81                      |
| 2003 | 20,12              | 20,56                      |
| 2004 | 20,36              | 18,60                      |
| 2005 | 21,09              | 19,37                      |
| 2007 | 20,48              | 19,89                      |
| 2008 | 20,98              | 20,35                      |
| 2009 | 19,88              | 19,55                      |
| 2010 | 20,95              | 21,70                      |
| 2011 | 20,94              | —                          |
| 2012 | 21,58              | 20,70                      |